# Karina Johannpeter
Karina Johannpeter (23 de septiembre de 1983) es una jinete brasileña que compitió en la modalidad de salto ecuestre. Ganó una medalla de plata en los Juegos Panamericanos de 2011, en la prueba por equipos.

## Palmarés internacional
| Juegos Panamericanos | Juegos Panamericanos | Juegos Panamericanos | Juegos Panamericanos |
| Año                  | Lugar                | Medalla              | Categoría            |
| -------------------- | -------------------- | -------------------- | -------------------- |
| 2011                 | Guadalajara (México) | Medalla de plata     | Por equipos          |